# Mexická rallye 2017
Mexická rallye 2017 (formálně 14º Rally Guanajuato México) byl 3. podnik Mistrovství světa v rallye 2017 (WRC), který konal v Mexiku 9. až 12. března 2017. Absolutním vítězem se stal Kris Meeke. V kategorii WRC 2 zvítězil Pontus Tidemand.

## Seznam účastníků
| Někteří účastníci | Někteří účastníci           | Někteří účastníci | Někteří účastníci  | Někteří účastníci | Někteří účastníci          | Někteří účastníci |
| No.               | Tým                         | Třída             | Jezdec             | Navigátor         | Vozidlo                    | Pneu              |
| ----------------- | --------------------------- | ----------------- | ------------------ | ----------------- | -------------------------- | ----------------- |
| 1                 | M-Sport World Rally Team    | WRC               | Sébastien Ogier    | Julien Ingrassia  | Ford Fiesta WRC            | M                 |
| 2                 | M-Sport World Rally Team    | WRC               | Ott Tänak          | Martin Järveoja   | Ford Fiesta WRC            | M                 |
| 3                 | M-Sport World Rally Team    | WRC               | Elfyn Evans        | Daniel Barritt    | Ford Fiesta WRC            | D                 |
| 4                 | Hyundai Motorsport          | WRC               | Hayden Paddon      | John Kennard      | Hyundai i20 Coupe WRC      | M                 |
| 5                 | Hyundai Motorsport          | WRC               | Thierry Neuville   | Nicolas Gilsoul   | Hyundai i20 Coupe WRC      | M                 |
| 6                 | Hyundai Motorsport          | WRC               | Dani Sordo         | Marc Martí        | Hyundai i20 Coupe WRC      | M                 |
| 7                 | Citroën Total Abu Dhabi WRT | WRC               | Kris Meeke         | Paul Nagle        | Citroën C3 WRC             | M                 |
| 8                 | Citroën Total Abu Dhabi WRT | WRC               | Stéphane Lefebvre  | Gabin Moreau      | Citroën C3 WRC             | M                 |
| 10                | Toyota GAZOO Racing WRC     | WRC               | Jari-Matti Latvala | Miikka Anttila    | Toyota Yaris WRC           | M                 |
| 11                | Toyota GAZOO Racing WRC     | WRC               | Juho Hänninen      | Kaj Lindström     | Toyota Yaris WRC           | M                 |
| 37                | M-Sport World Rally Team    | WRC               | Lorenzo Bertelli   | Simone Scattolin  | Ford Fiesta WRC            | M                 |
| 12                | Eurolamp World Rally Team   | WRC               | Valerij Gorban     | Sergei Larens     | Mini John Cooper Works WRC | M                 |
| Zdroj             |                             |                   |                    |                   |                            |                   |

| Legenda | Legenda                                      |
| Ikona   | Třída                                        |
| ------- | -------------------------------------------- |
| WRC     | Jezdci WRC s možností získat tovární body    |
| WRC     | Hlavní jezdci s možností získat tovární body |
| WRC     | Registrovaní v WRC Trophy                    |
| WRC-2   | Registrovaní v šampionátu WRC-2              |
| WRC-3   | Registrovaní v šampionátu WRC-3              |

## Výsledky

### Celkové výsledky
| Pos.                  | No.                   | Jezdec                | Navigátor             | Tým                         | Vůz                   | Třída                 | Čas                   | Rozdíl                | Body                  |
| Absolutní klasifikace | Absolutní klasifikace | Absolutní klasifikace | Absolutní klasifikace | Absolutní klasifikace       | Absolutní klasifikace | Absolutní klasifikace | Absolutní klasifikace | Absolutní klasifikace | Absolutní klasifikace |
| --------------------- | --------------------- | --------------------- | --------------------- | --------------------------- | --------------------- | --------------------- | --------------------- | --------------------- | --------------------- |
| 1                     | 7                     | Kris Meeke            | Paul Nagle            | Citroën Total Abu Dhabi WRT | Citroën C3 WRC        | WRC                   | 3:22:04.6             | 0.0                   | 25                    |
| 2                     | 1                     | Sébastien Ogier       | Julien Ingrassia      | M-Sport World Rally Team    | Ford Fiesta WRC       | WRC                   | 3:22:18.4             | +13.8                 | 22                    |
| 3                     | 5                     | Thierry Neuville      | Nicolas Gilsoul       | Hyundai Motorsport          | Hyundai i20 Coupe WRC | WRC                   | 3:23:04.3             | +59.7                 | 20                    |
| 4                     | 2                     | Ott Tänak             | Martin Järveoja       | M-Sport World Rally Team    | Ford Fiesta WRC       | WRC                   | 3:24:22.9             | +2:18.3               | 15                    |
| 5                     | 4                     | Hayden Paddon         | John Kennard          | Hyundai Motorsport          | Hyundai i20 Coupe WRC | WRC                   | 3:25:37.5             | +3:32.9               | 10                    |
| 6                     | 10                    | Jari-Matti Latvala    | Miikka Anttila        | Toyota GAZOO Racing WRC     | Toyota Yaris WRC      | WRC                   | 3:26:44.9             | +4:40.3               | 10                    |
| 7                     | 11                    | Juho Hänninen         | Kaj Lindström         | Toyota GAZOO Racing WRC     | Toyota Yaris WRC      | WRC                   | 3:27:10.8             | +5:06.2               | 6                     |
| 8                     | 6                     | Dani Sordo            | Marc Martí            | Hyundai Motorsport          | Hyundai i20 Coupe WRC | WRC                   | 3:27:27.3             | +5:22.7               | 5                     |
| 9                     | 3                     | Elfyn Evans           | Daniel Barritt        | M-Sport World Rally Team    | Ford Fiesta WRC       | WRC                   | 3:30:46.4             | +8:41.8               | 2                     |
| 10                    | 30                    | Pontus Tidemand       | Jonas Andersson       | Škoda Motorsport            | Škoda Fabia R5        | WRC-2                 | 3:32:56.5             | +10:51.9              | 1                     |
| WRC 2                 |                       |                       |                       |                             |                       |                       |                       |                       |                       |
| 1 (10.)               | 30                    | Pontus Tidemand       | Jonas Andersson       | Škoda Motorsport            | Škoda Fabia R5        | WRC-2                 | 3:32:56.5             |                       | 25                    |
| 2 (11.)               | 31                    | Eric Camilli          | Benjamin Veillas      | M-Sport World Rally Team    | Ford Fiesta R5        | WRC-2                 | 3:33:39.2             | +42.7                 | 18                    |
| 3 (12.)               | 34                    | Benito Guerra Jr.     | Borja Rozada          | Motorsport Italia           | Škoda Fabia R5        | WRC-2                 | 3:40:42.6             | +7:46.1               | 15                    |
| 4 (18.)               | 33                    | Pedro Heller          | Pablo Olmos           | Pedro Heller                | Ford Fiesta R5        | WRC-2                 | 4:34:13.6             | +1:01:17.1            | 12                    |

### Rychlostní zkoušky
| Den      | Etapa | Název                      | Délka    | Vítěz                       | Vůz                                  | Čas             | Leader          |
| -------- | ----- | -------------------------- | -------- | --------------------------- | ------------------------------------ | --------------- | --------------- |
| 1. etapa | SS0   | Street Stage CDMX 1        | 1.57 km  | Juho Hänninen               | Toyota Yaris WRC                     | 1:51.1          | Juho Hänninen   |
| 1. etapa | SS1   | Street Stage CDMX 2        | 1.57 km  | Sébastien Ogier             | Ford Fiesta WRC                      | 1:44.8          | Juho Hänninen   |
| 1. etapa | SS2   | El Chocolate 1             | 54.90 km | Úsek byl zrušen             | Úsek byl zrušen                      | Úsek byl zrušen | Úsek byl zrušen |
| 1. etapa | SS3   | Las Minas 1                | 19.68 km | Úsek byl zrušen             | Úsek byl zrušen                      | Úsek byl zrušen | Úsek byl zrušen |
| 1. etapa | SS4   | El Chocolate 2             | 54.90 km | Kris Meeke                  | Citroën C3 WRC                       | 39:15.6         | Kris Meeke      |
| 1. etapa | SS5   | Las Minas 2                | 19.68 km | Thierry Neuville            | Hyundai i20 Coupe WRC                | 14:12.6         | Kris Meeke      |
| 1. etapa | SS6   | Street Stage Guanajuato    | 1.09 km  | Thierry Neuville            | Hyundai i20 Coupe WRC                | 57.3            | Kris Meeke      |
| 1. etapa | SS7   | SSS Autódromo de León 1    | 2.30 km  | Kris Meeke                  | Citroën C3 WRC                       | 1:40.0          | Kris Meeke      |
| 1. etapa | SS8   | SSS Autódromo de León 2    | 2.30 km  | Elfyn Evans                 | Ford Fiesta WRC                      | 1:38.0          | Kris Meeke      |
| 2. etapa | SS9   | Media Luna 1               | 27.42 km | Dani Sordo                  | Hyundai i20 Coupe WRC                | 17:01.4         | Kris Meeke      |
| 2. etapa | SS10  | Lajas de Oro 1             | 38.31 km | Dani Sordo                  | Hyundai i20 Coupe WRC                | 28:17.5         | Kris Meeke      |
| 2. etapa | SS11  | El Brinco 1                | 10.09 km | Thierry Neuville Kris Meeke | Hyundai i20 Coupe WRC Citroën C3 WRC | 5:27.1          | Kris Meeke      |
| 2. etapa | SS12  | Media Luna 2               | 27.42 km | Sébastien Ogier             | Ford Fiesta WRC                      | 16:44.0         | Kris Meeke      |
| 2. etapa | SS13  | Lajas de Oro 2             | 38.31 km | Kris Meeke                  | Citroën C3 WRC                       | 28:10.6         | Kris Meeke      |
| 2. etapa | SS14  | El Brinco 2                | 10.09 km | Ott Tänak                   | Ford Fiesta WRC                      | 5:22.2          | Kris Meeke      |
| 2. etapa | SS15  | SSS Autódromo de León 3    | 2.30 km  | Elfyn Evans                 | Ford Fiesta WRC                      | 1:37.5          | Kris Meeke      |
| 2. etapa | SS16  | SSS Autódromo de León 4    | 2.30 km  | Elfyn Evans                 | Ford Fiesta WRC                      | 1:38.1          | Kris Meeke      |
| 2. etapa | SS17  | Street Stage Feria de León | 1.33 km  | Sébastien Ogier             | Ford Fiesta WRC                      | 1:16.9          | Kris Meeke      |
| 3. etapa | SS18  | La Calera                  | 32.96 km | Kris Meeke                  | Citroën C3 WRC                       | 21:53.7         | Kris Meeke      |
| 3. etapa | SS19  | Derramadero [Power Stage]  | 21.94 km | Thierry Neuville            | Hyundai i20 Coupe WRC                | 12:13.9         | Kris Meeke      |

### Power Stage
| Pozice | Jezdec             | Navigátor        | Vůz                   | Čas     | Rozdíl | Body |
| ------ | ------------------ | ---------------- | --------------------- | ------- | ------ | ---- |
| 1      | Thierry Neuville   | Nicolas Gilsoul  | Hyundai i20 Coupe WRC | 12:13.9 |        | 5    |
| 2      | Sébastien Ogier    | Julien Ingrassia | Ford Fiesta WRC       | 12:14.2 | +0.3   | 4    |
| 3      | Ott Tänak          | Martin Järveoja  | Ford Fiesta WRC       | 12:17.7 | +3.8   | 3    |
| 4      | Jari-Matti Latvala | Miikka Anttila   | Toyota Yaris WRC      | 12:21.9 | +8.0   | 2    |
| 5      | Dani Sordo         | Marc Martí       | Hyundai i20 Coupe WRC | 12:23.7 | +9.8   | 1    |

## Stav mistrovství světa
|   | Pos. | Jezdec             | Body |
| - | ---- | ------------------ | ---- |
| 1 | 1    | Sébastien Ogier    | 66   |
| 1 | 2    | Jari-Matti Latvala | 58   |
|   | 3    | Ott Tänak          | 48   |
|   | 4    | Dani Sordo         | 30   |
| 3 | 5    | Thierry Neuville   | 28   |

|  | Pos. | Tovární tým                 | Body |
|  | ---- | --------------------------- | ---- |
|  | 1    | M-Sport World Rally Team    | 103  |
|  | 2    | Toyota GAZOO Racing WRC     | 67   |
|  | 3    | Hyundai Motorsport          | 65   |
|  | 4    | Citroën Total Abu Dhabi WRT | 55   |